# 跳跳羊
《跳跳羊》（英語：Boundin）是一部皮克斯动画工作室在2003年制作发行的动画短片。本片获得奥斯卡最佳动画短片奖提名，但是最终该奖被短片《Harvie Krumpet》拿走，在电影院中，本片在皮克斯2004年的电影《超人总动员》之前放映。 

## 情节

跳跳羊与Jackalope

片中有一只绵羊长着一身漂亮的雪白羊毛，快乐的生活在一个池塘边，在池塘边还有很多其它的动物，如喜欢打洞的土撥鼠，还有池塘裡的小鱼，快乐的响尾蛇等。
这只小羊会跳非常漂亮的舞蹈，因此其它的动物非常喜欢他，并跟他一起跳。它们的生活简单而又快乐。小绵羊以它一身的长毛为骄傲。
突然有一天，一辆福特牌T系列老爷车突突突的到来，打破了池塘边这群动物宁静的生活。从车上下来一个人，瞬时天空就下起雨来，那个人一把就把小羊抓住，剃掉了它身上所有的羊毛，把它扔在雨中。
小绵羊因为没有了毛，显得很难看，其它的动物也嘲笑它现在的样子，这样小绵羊就十分的郁闷，心情跟天气一样十分的不好。就在这时，伴随着一束阳光Jackalope来到了这个小世界，伴随着他的到来，雨过天晴了。
看到沮丧的小绵羊，他就开始开导他，要乐观的面对生活，跳一下会比只是舞蹈好很多，最后终于让小绵羊回到了幸福的生活中，很快半年过去了，冬天来到的时候，小绵羊又有一身漂亮的羊毛了。
第二年，当剪羊毛的人再次来的时候，他已经可以完全接受啦。

## 配音和配乐

《跳跳羊》中的Jackalope

跳跳羊和那只手

编剧兼导演柏德·洛其设计并给所有角色配音，连配乐都是他自己作曲。根据《超人总动员》的导演解说, Brad Bird通过“讨价还价”想要制作一个动画短片, (《超人总动员》中的超级英雄定位器就是由柏德·洛其配音) 这位洛其导演就回到他的房间坐下来拿出他的班卓琴，这样本片的配乐就诞生了。
本片随《超人总动员》双DVD收藏版共同发行，位于第二张DVD上, 还包括柏德·洛其的解说，附带短片《Who is Bud Luckey?》（谁是柏德·洛其？）。

## 琐事
作为皮克斯动画工作室的传统，它的电影都会包含該工作室其它动画片中的角色。以下内容是出现在《超人总动员》剧DVD解说词中的内容:
- 剪羊毛人开的福特T系列老爷车在电影《赛车总动员》中是Radiator Springs的创始人，名叫史丹利(Stanley)，它在《赛车总动员》剧中被闪电麦坤拖着跑，弄坏了小镇上的公路，才有下面的故事发生。。
- 剪羊毛的那个人的手同样出现在电影《海底总动员》牙医(P. Sherman)身上。
- 池塘裡小鱼的模型同样应用于皮克斯2003年制作的电影《海底总动员》中。